# غويلرمو باور
غويلرمو باور (بالإسبانية: Guillermo Bauer)‏ هو شخصية أعمال أرجنتيني، ولد في 17 فبراير 1844 في شتوتغارت في ألمانيا، وتوفي في 26 أبريل 1912 في الأرجنتين.